# Зират, Джулин
Джулин Зират (англ. Juleen Rae Zierath; род. 1961, Милуоки, Висконсин, США) — шведско-американский биолог. Занимается исследованиями клеточных механизмов, отвечающих за развитие резистентности к инсулина при диабете II типа, а также влияния физических упражнений на метаболизм глюкозы скелетных мышц и экспрессию генов.

## Биография

### Ранняя жизнь
Зират родилась в 1961 году в Милуоки, штат Висконсин, США. В 1984 году она получила степень бакалавра среднего образования и делового администрирования в Университете Висконсин-Мадисон. В 1986 году закончила магистратуру по физиологии упражнений в Балльском университете. В 1995 году в Каролинском институте защитила диссертацию и получила степень доктора физиологии. Сразу после этого она начала исследования в Гарвардской медицинской школе.

### Карьера
В 1998 году Зират получила должность доцента кафедры физиологии Каролинского института. В 2002—2008 годах она была председателем Координационного комитета Сети обмена веществ и эндокринологии Каролинского института (Стокгольм, Швеция).
В 2006 году она стала членом Научно-консультативного совета «Keystone Organization/Symposium», а также присоединилась к Нобелевской ассамблеи Каролинского института.
В 2010 году она была назначена профессором интегративной физиологии, научным директором отдела интегративной физиологии Центра исследований базового метаболизма Фонда Ново Нордиск в Копенгагенском университете.
С 2011 года Зират является членом Нобелевского комитета (после того как она была членом-адъюнктом в 2008—2010 годах), также была его председателем с 2013 по 2015 годы.
Также является директором программы стратегических исследований диабета в Каролинском институте, главным редактором научного журнала «Diabetologia», председателем совета директоров «Keystone Organization/Symposium» и президентом Европейской ассоциации по изучению диабета.
Зират опубликовала более 200 научных работ и обзорных статей, в том числе в журнале Nature. Доказала, что физиологической регуляции сигнальных путей инсулина и обнаружили, что ключевые шаги на этом пути ослаблены у пациентов с диабетом, а также что что упражнения могут изменить способ экспрессии генов в мышечных клетках.